# Сандриго
Сандриго (итал. Sandrigo) — коммуна в Италии, располагается в провинции Виченца области Венеция.
Население составляет 8260 человек (на 2005 г.), плотность населения составляет 305,92 чел./км². Занимает площадь 27 км². Почтовый индекс — 36066. Телефонный код — 0444.
В городе особо празднуется Успение Пресвятой Богородицы. Покровителя коммуны почитаются святые апостолы Филипп и Иаков. Праздник ежегодно празднуется 15 августа, 3 мая.

## Города-побратимы
- Рёст, Норвегия